# Puguh (Pegandon)
Puguh is een bestuurslaag in het regentschap Kendal van de provincie Midden-Java, Indonesië. Puguh telt 2483 inwoners (volkstelling 2010).